# جرد تریسترم
 جرد تریست رام(نام علمی: Meriones tristrami) نام یک گونه از زیرخانواده جربیل است.